# Guglielmino Casaro
Guglielmo Casaro, detto Guglielmino (Robbio, 4 dicembre 1912 – Torino, 23 gennaio 1994), è stato un calciatore italiano, di ruolo centrocampista.

## Carriera
Esordì in Serie A con la maglia del Torino il 24 novembre 1929 in Torino-Juventus (0-0).
Successivamente giocò con il Palermo, con la Fulgor di Pignataro Maggiore e con la Catanzarese.

## Palmarès
- Campionato italiano di Serie B: 1

Palermo: 1931-1932